# Земский, Юрий Станиславович
Юрий Станиславович Земский (род. 1 марта 1964, Бендеры) — советский и российский морской офицер и государственный деятель, контр-адмирал. Командир Крымской военно-морской базы Черноморского флота РФ (2014—2017). Главный федеральный инспектор по Алтайскому краю.

## Биография
Родился 1 марта 1964 года в городе Бендеры Молдавской ССР.
В 1986 году окончил Черноморское высшее военно-морское училище имени П. С. Нахимова. С 1986 года по 2010 год — служба в 41-й бригаде ракетных катеров на различных командных должностях, в том числе в 2006—2010 годах командир этой бригады. В 2004 году окончил Военно-морскую академию имени Адмирала Флота Советского Союза Н. Г. Кузнецова.
Капитан 1-го ранга. С 2010 года по 2011 год — заместитель начальника штаба Черноморского флота. С 2011 года по 2014 год — командир оперативного командования в дальней оперативной зоне, Постоянного оперативного соединения Военно-морского флота Российской Федерации в Средиземном море.
С 2014 года по июль 2017 года — командир Крымской военно-морской базы. Контр-адмирал, с 2017 года в отставке.
С 11 августа 2017 года и по настоящее время — главный федеральный инспектор по Алтайскому краю.

## Награды
Награждён орденом «За военные заслуги», медалями ордена «За заслуги перед Отечеством» I и II степени, Почётной грамотой Президиума Верховной Рады Автономной Республики Крым (2009).

## Семья
Женат, имеет дочь и сына.